# 창룡대로
창룡대로(Changnyong-daero)는 경기도 수원시 북수동에서 이의동을 잇는 4.9km 도로이다.

## 주요 경유지
- 수원시 팔달구 (행궁동 - 우만동) - 장안구 (연무동) - 영통구 (광교동)

## 노선
| 이름                      | 접속 노선                       | 소재지 | 소재지        | 소재지        | 비고              |
| ------------------------- | ------------------------------- | ------ | ------------- | ------------- | ----------------- |
| 종로사거리                | 정조로                          | 수원시 | 팔달구        | 행궁동        |                   |
| 매향교                    |                                 | 수원시 | 팔달구        | 행궁동        |                   |
| 창룡문사거리              | 국도 제1호선 (경수대로)         | 수원시 | 팔달구        | 우만동        | 국도 제43호선구간 |
| 통소바위사거리            | 월드컵로                        | 수원시 | 장안구        | 연무동        | 국도 제43호선구간 |
| 우만초교삼거리            | 창룡대로207번길 창룡대로210번길 | 수원시 | 장안구        | 연무동        | 국도 제43호선구간 |
| 경기남부지방경찰청 사거리 |                                 | 수원시 | 팔달구/장안구 | 연무동/우만동 | 국도 제43호선구간 |
| (터널)                    |                                 | 수원시 | 영통구        | 광교동        | 국도 제43호선구간 |
| 경기대후문사거리          | 창룡대로298번길 대학길          | 수원시 | 영통구        | 광교동        | 국도 제43호선구간 |
| 광교사거리                | 광교로                          | 수원시 | 영통구        | 광교동        | 국도 제43호선구간 |
| 포은대로와 직결           |                                 |        |               |               |                   |